# Восточный Каз
Восточный Каз — река в России, протекает в Таштагольском районе Кемеровской области. Длина реки составляет 5 км, площадь водосборного бассейна 8 км².
Начинается около автодороги Новокузнецк—Таштагол, течёт параллельно ей в северо-западном направлении через лес. Устье реки находится в 6 км по правому берегу реки Каз на территории посёлка Каз.

## Данные водного реестра
По данным государственного водного реестра России относится к Верхнеобскому бассейновому округу, водохозяйственный участок реки — Кондома, речной подбассейн реки — Томь. Речной бассейн реки — (Верхняя) Обь до впадения Иртыша.
Код водного объекта — 13010300112115200053281.